# Kraken : Le Monstre des profondeurs
Pour plus de détails, voir Fiche technique et Distribution.
Kraken : Le Monstre des profondeurs (Kraken: Tentacles of the Deep) est un téléfilm américano-canadien réalisé par Tibor Takács, diffusé le 23 septembre 2006 sur Sci Fi Channel.
En France, le film est sorti en DVD en 2009.

## Synopsis
1982 : Alors que son bateau se trouve dans l'estuaire de la désolation, le jeune Ray Reiter voit ses deux parents tués par un calamar géant.
24 ans plus tard, il revient sur les lieux après avoir entendu parler de la disparition d'un capitaine de navire. Il fait la connaissance de Nicole Ferrin, une archéologue spécialisée dans la mythologie grecque. Elle recherche l'Opale de Scylla. Ray, qui est persuadé que la créature rôde et tue à nouveau, lui offre ses services en tant que mécanicien et l'accompagne dans sa recherche du trésor. Mais un autre danger est à l'œuvre : Maxwell Odemus, un pilleur d'épaves qui lui aussi veut retrouver l'Opale pour des raisons personnelles...

## Fiche technique
- Titre original : Kraken: Tentacles of the Deep
- Titre français : Kraken : Le Monstre des profondeurs
- Réalisation : Tibor Takács
- Scénario : Tim Cox, Sean Keller, Nicholas Garland et Brian D. Young
- Producteurs : Stephen Hegyes et Sean Williamson
- Producteur superviseur : Andrew Boutilier
- Producteurs exécutifs : Ken Badish et Avi Lerner
- Producteurs associés : Paul-Edouard Laurens et Jonathan Shore
- Musique : Rich Walters
- Photographie : George Campbell
- Montage : Ellen Fine
- Décors : Tink
- Distribution : Maureen Webb
- Costumes : Katrina McCarthy
- Effets spéciaux de maquillage : Jason Ward
- Effets spéciaux visuels : Worldwide FX
- Compagnies de production : Sci-Fi Pictures, Pitchblack Pictures et Nu Image
- Compagnie de distribution : Millennium Films
- Pays d'origine :  Canada -  États-Unis
- Format : Couleurs - 1.78:1 - Dolby Digital - 35 mm
- Genre : Horreur
- Durée : 88 minutes
- Dates de sortie : 23 novembre 2006 (Sci Fi Channel)
- interdit aux moins de 12 ans

## Distribution
- Charlie O'Connell : Ray Reiter
- Victoria Pratt : Nicole Ferrin
- Jack Scalia : Maxwell Odemus
- Kristi Angus : Jenny
- Cory Monteith : Michael Smith
- Aleks Paunovic : Ike
- Nicole McKay : Kate
- Michal Yannai : Sally Reiter, la mère de Ray
- Mike Dopud : David Reiter, le père de Ray
- Kyle Tejpar : Ray Reiter adolescent
- Emy Aneke : Le pompier
- Elias Toufexis : Keith
- Christa Campbell : Emily
- Alex Green : Jim, le capitaine
- Paul Lazenby : Cam